# Антипов, Александр Сергеевич
Александр Сергеевич Антипов (23 ноября 1901 — 13 ноября 1980) — советский военачальник, контр-адмирал, участник Гражданской и Великой Отечественной войн.

## Биография
Александр Сергеевич Антипов родился 23 ноября 1901 года в городе Санкт-Петербурге. В 1918 году был призван на службу в Рабоче-Крестьянскую Красную Армию. Участвовал в боях Гражданской войны, будучи красноармейцем-санитаром, десятником, инструктором в действующих частях. С 1921 года служил в Военно-морском флоте СССР. В 1925 году окончил военно-морское училище, в 1928 году — химический класс Военно-морских сил. Служил химиком на различных судах. В 1934—1936 годах преподавал в Военно-морском инженерном училище имени Ф. Э. Дзержинского. В 1940 году окончил командный факультет Военно-морской академии имени К. Е. Ворошилова. С ноября 1940 года трудился ассистентом на кафедре тактических свойств оружия Военно-морской академии. Здесь он встретил начало Великой Отечественной войны.
В июле 1941 года Антипов был назначен флагхимиком в штабе Морской обороны Ленинграда и Озёрного района. Впоследствии был помощником начальника химического отдела Управления боевой подготовки Военно-морского флота СССР, флагхимиком в штабе Каспийской военной флотилии. В августе 1943 года вернулся в Ленинград и был назначен начальником химического факультета Военно-морской академии имени К. Е. Ворошилова. Провёл большую работу по улучшению учебного процесса, оснащения лабораторий. Проявил себя как способный организатор учёбы военных моряков.
После окончания войны продолжал службу в Военно-морском флоте СССР. Был начальником химического факультета Военно-морской академии кораблестроения и вооружения имени А. Н. Крылова. В апреле-июне 1949 года возглавлял Научно-исследовательский химический институт ВМФ СССР, а затем вплоть до марта 1956 года — Институт № 10 ВМФ СССР в Ленинграде. В мае 1956 года вернулся к преподаванию в Военно-морской академии имени К. Е. Ворошилова, будучи старшим преподавателем на кафедре надводных кораблей. В мае 1957 года был уволен в запас. Умер в Ленинграде 13 ноября 1980 года.

## Награды
- Орден Ленина (30 апреля 1945 года);
- 2 ордена Красного Знамени (3 ноября 1944 года, 15 ноября 1950 года);
- Орден Отечественной войны 1-й степени (21 июля 1945 года);
- Медали «За оборону Ленинграда», «За оборону Кавказа» и другие медали.